# Битва при Биг-Маунде
Битва при Биг-Маунде (англ. Battle of Big Mound) — сражение между сиу и армией США, произошедшее 24 июля 1863 года на территории современного американского штата Северная Дакота.

## Предыстория
После подавления Восстания сиу сотни санти бежали из Миннесоты, около 2000 были взяты в плен, большинство из которых, содержались в тюрьмах. Сиссетоны и вахпетоны, в отличие от мдевакантонов и вахпекуте, практически не принимали участия в боевых действиях и оставались на свободе. Генерал войск Союза Джон Поуп отдал приказ Генри Сибли, который находился в чине бригадного генерала добровольцев, возглавить карательную экспедицию, она должна была наказать бежавших из Миннесоты индейцев. 16 июня из форта Риджли выступило 3320 солдат и офицеров, это была самая большая армия, когда-либо воевавшая с индейцами в истории США.
Из-за жары и нехватки питьевой воды, армейская колонна продвигалась очень медленно. За целый месяц Сибли не встретил ни одного индейца, пока, наконец, ему не попались метисы, охотники на бизонов. Они рассказали ему, где располагается большое стойбище индейцев, насчитывающее около 600 типи. Уменьшив количество своих подчинённых до 2056 человек — 1436 пехотинцев, 520 кавалеристов и 100 артиллеристов плюс 60 разведчиков, в основном метисов из племени янктонов, Сибли 24 июля, на территории современного округа Киддер, обнаружил большой лагерь индейцев, где присутствовали в основном санти, но было и некоторое количество янктонаев, янктонов и лакота.
Он остановился неподалёку и послал скаута и переводчика Жозефа Лафрамбуаза в индейский лагерь, чтобы предложить встречу с вождём санти Стоящим Бизоном, который, как было известно Сибли, выступал за мир с белыми людьми. Но бригадный генерал не располагал информацией, что там находились сиу, настроенные враждебно к белым, которых возглавлял Инкпадута.

## Сражение
Пока шли приготовления к встречи генерала и Стоящего Бизона, индейцы и скауты собрались на холме, называемом Биг-Маунд, примерно в 300 метрах от лагеря Сибли. Военный хирург, доктор Джосайя Уайзер, направился к Биг-Маунду и был внезапно застрелен Высокой Короной, последователем Инкпадуты. Скауты и сиу открыли огонь друг по другу, и битва началась.
Сибли подсчитал, что ему противостоит от 1000 до 1500 индейских воинов. Они укрылись за холмами и в оврагах. Генерал послал вперёд две роты конных рейнджеров и несколько солдат с пушкой, чтобы отогнать сиу от Биг-Маунда. Добравшись до вершины кургана, Сибли увидел, что индейские воины отступают, охраняя женщин и детей, бегущих на запад со своим скарбом. Санти были плохо вооружены, мало у кого имелось огнестрельное оружие, боеприпасов тоже было немного.
Воины сиу сражались с солдатами, защищая бегство их женщин и детей, пока не наступила ночь. Отступая, индейцы были вынуждены оставить большое количество вяленого мяса и бизоньих шкур, заготовленных ими. Конные рейнджеры продолжили преследовать сиу на следующий день, но не обнаружив их, вернулись в солдатский лагерь. Генри Сибли решил дать отдых своим солдатам и лошадям на следующий день, 25 июля, прежде чем продолжить преследование индейцев. Потери американской армии в сражение при Биг-Маунде составили трое убитых и четверо раненых. В официальном рапорте Сибли указал, что 80 сиу были убиты и ранены, но в его личном дневнике говорилось, что только 9 индейцев были убиты.

## Итоги
Санти лишились большого количества мяса и бизоньих шкур, и были вынуждены бежать на запад не имея продовольственных запасов. В виду отсутствия винтовок и патронов, индейцы не могли оказать должного сопротивления армии США. Генри Сибли продолжил преследовать сиу и 26 июля сразился с ними у озера Дэд-Баффало.